# Anh chàng hàng xóm (manga)
Gokinjo Monogatari (ご近所物語) là một manga của Yazawa Ai. Tác phẩm được xuất bản bởi Shueisha từ 1995 đến 1998 trên tạp chí Ribon. Tác phẩm được chuyển thể thành anime truyền hình dài 50 tập bởi Toei Animation và được phát sóng trên TV Asahi từ 10 tháng 9 năm 1995 đến 1 tháng 9 năm 1996.Tại Việt Nam TVM Comics đã mua bản quyền manga và phát hành hành bản tiếng Việt dưới tên Anh chàng hàng xóm và phiên bản anime từng được Công ty Cổ phần Truyền thông Trí Việt (TVM Corp.) mua bản quyền và phát sóng trên kênh HTV3.
Nhân vật chính là Kouda Mikako, học viên của Học viện Yazawa – ngôi trường dành cho thời trang và nghệ thuật.. Mikako ước mơ trở thành 1 nhà thiết kế thời trang với nhãn hiệu riêng của mình. Sống kế bên nhà là anh bạn cùng tuổi, Yamaguchi Tsutomu. Dù 2 người đã biết nhau từ nhỏ, tình cảm của 2 người chỉ dừng ở mức bạn bè. Rồi Tsutomu trở nên nổi tiếng sau khi trở thành ca sĩ chính cho 1 nhóm nhạc và khiến Mikako phải nhìn nhận lại tình cảm của mình.
“Anh chàng hàng xóm” không chỉ xoay quanh cặp đôi Mikako – Tsutomu mà còn đem đến cho độc giả một cái nhìn khác về cách người trẻ sống và thực hiện ước mơ thông qua những nhân vật khác trong nhóm “Akindo”.